# Atletiek op de Olympische Zomerspelen 2008 - 5000 meter vrouwen
De 5000 m voor vrouwen op de Olympische Spelen van 2008 in Peking vond plaats op 19-22 augustus in het Nationale Stadion van Peking.

## Kwalificatie
Elk Nationaal Olympisch Comité mocht drie atleten afvaardigen die in de kwalificatieperiode (1 januari 2007 tot 23 juli 2008) aan de A-limiet voldeden (15.09,00). Een NOC mocht een atleet afvaardigen, die in dezelfde kwalificatieperiode aan de B-limiet voldeed (15.24,00).

## Records
Voor dit onderdeel waren het wereldrecord en olympisch record als volgt.
| Wereldrecord     | 14.11,15 | Tirunesh Dibaba | ETH | Oslo   | 6 juni 2008       |
| Olympisch record | 14.40,79 | Gabriela Szabó  | ROU | Sydney | 25 september 2000 |

## Uitslagen
De volgende afkortingen worden gebruikt:
- Q Gekwalificeerd op basis van finishpositie
- q Gekwalificeerd op basis van finishtijd
- DNS Niet gestart
- DNF Niet aangekomen
- PB Persoonlijke besttijd
- SB Beste seizoensprestatie
- NR Nationaal record

### Series
Heat 1 - 19 augustus 2008 19:35
| Rang | Atlete                       | Land | Tijd       | Extra |
| ---- | ---------------------------- | ---- | ---------- | ----- |
| 1    | Tirunesh Dibaba              | ETH  | 15.09,89 Q | .     |
| 2    | Sylvia Kibet                 | KEN  | 15.10,37 Q | .     |
| 3    | Alemitu Bekele               | TUR  | 15.10,92 Q | .     |
| 4    | Meselech Melkamu             | ETH  | 15.11,21 Q | .     |
| 5    | Goelnara Samitova-Galkina    | RUS  | 15.11,46 Q | .     |
| 6    | Jennifer Rhines              | USA  | 15.15,12 Q | .     |
| 7    | Yuriko Kobayashi             | JPN  | 15.15,87   | .     |
| 8    | Simret Sultan                | ERI  | 15.16,25   | (NR)  |
| 9    | Volha Krautsova              | BLR  | 15.21,85   | (SB)  |
| 10   | Silvia Weissteiner           | ITA  | 15.23,45   | .     |
| 11   | Yingying Zhang               | CHN  | 15.23,81   | (SB)  |
| 12   | Zakia Mrisho Mohamed         | TAN  | 15.24,28   | .     |
| 13   | Dolores Checa                | ESP  | 15.31,22   | .     |
| 14   | Jessica augustuso            | POR  | 16.05,71   | .     |
| 15   | Lucia Chandamale             | MAW  | 16.44,09   | .     |
| 16   | Celma da Graça Soares Bonfim | STP  | 17.25,99   | (NR)  |

Heat 2 - 19 augustus 2008 20:05
| Rang | Atlete                    | Land | Tijd       | Extra |
| ---- | ------------------------- | ---- | ---------- | ----- |
| 1    | Meseret Defar             | ETH  | 14.56,32 Q | .     |
| 2    | Vivian Cheruiyot          | KEN  | 14.57,27 Q | (SB)  |
| 3    | Lilia Sjoboechova         | RUS  | 14.57,77 Q | .     |
| 4    | Priscah Jepleting Cherono | KEN  | 14.58,07 Q | .     |
| 5    | Elvan Abeylegesse         | TUR  | 14.58,79 Q | (SB)  |
| 6    | Shalane Flanagan          | USA  | 14.59,69 Q | (SB)  |
| 7    | Kara Goucher              | USA  | 15.00,98 q | .     |
| 8    | Megan Metcalfe            | CAN  | 15.11,23 q | (PB)  |
| 9    | Fei Xue                   | CHN  | 15.13,25 q | (SB)  |
| 10   | Kayoko Fukushi            | JPN  | 15.20,46   | .     |
| 11   | Mariem Alaoui Selsouli    | MAR  | 15.21,47   | .     |
| 12   | Yukiko Akaba              | JPN  | 15.38,30   | .     |
| 13   | Krisztina Papp            | HUN  | 16.08,86   | .     |
| 14   | Francine Niyonizigiye     | BDI  | 17.08,44   | .     |
| .    | Yelena Zadorozhnaya       | RUS  | DNF        | .     |
| .    | Joanne Pavey              | GBR  | DNS        |       |

### Finale
22 augustus 2008 20:40
| Rang   | Atlete                    | Land | Tijd     | Extra |
| ------ | ------------------------- | ---- | -------- | ----- |
| Goud   | Tirunesh Dibaba           | ETH  | 15.41,40 |       |
| Zilver | Meseret Defar             | ETH  | 15.44,12 |       |
| Brons  | Sylvia Kibet              | KEN  | 15.44,96 |       |
| 4      | Vivian Cheruiyot          | KEN  | 15.46,32 |       |
| 5      | Lilia Sjoboechova         | RUS  | 15.46,62 |       |
| 6      | Alemitu Bekele            | TUR  | 15.48,48 |       |
| 7      | Meselech Melkamu          | ETH  | 15.49,03 |       |
| 8      | Kara Goucher              | USA  | 15.49,39 |       |
| 9      | Shalane Flanagan          | USA  | 15.50,80 |       |
| 10     | Priscah Jepleting Cherono | KEN  | 15.51,78 |       |
| 11     | Goelnara Samitova-Galkina | RUS  | 15.56,97 |       |
| 12     | Fei Xue                   | CHN  | 16.09,84 |       |
| 13     | Jennifer Rhines           | USA  | 16.34,63 |       |
| 14     | Megan Metcalfe            | CAN  | 17.06,82 |       |
| DQ     | Elvan Abeylegesse         | TUR  | 15.42,74 |       |